# Príncep Valent
Príncep Valent és un personatge de ficció de còmic, el nom original del qual complet és Prince Valiant in the Days of King Arthur (El Príncep Valent en els dies del Rei Artur, sent Valiant el nom propi del protagonista, que pot ser traduït com a Valent al català), és un còmic creat per Harold Foster el 1937 per a King Features Syndicate, i publicada setmanalment com a tira dominical d'una pàgina completa (Sunday), en color, en diversos diaris nord-americans i considerada com una de les més encertades creacions de la dècada de 1930.
La tira de pàgina sencera va continuar fins a l'any 1971, quan la tira número 1788, l'última tira que va dibuixar Foster, no es va oferir en format de pàgina completa. La tira continua avui d'altres artistes en format de mitja pàgina.
L'obra combina la novel·la d'aventures amb la saga familiar, i tot i que l'autor no dona dates concretes, l'acció es pot situar a mitjan segle v, mancant de rigor documental en la història i la reproducció de vestuari, armament o edificacions. La història manté una mateixa línia argumental des de l'inici de la seva publicació fins a l'actualitat: els personatges van envellint a un ritme molt similar al de la seva publicació seguint la norma dels antics llibres de cavalleria amb un alt llinatge, bellesa física i perfecció moral. No utilitza bafarades, ja que els diàlegs dels personatges se situen en textos al peu de les vinyetes, juntament amb els comentaris del narrador.

## En català
L'Atzar Edicions, va publicar un àlbum en cartone del El Príncep Valent en català el 1982.